# Попис становништва 1953. у ФНРЈ
Попис становништва 1953. у ФНРЈ је обавио Савезне завод за статистику и евиденцију ФНРЈ 31. марта 1953. године. Пописница, образац је садржавао 25 питања за свако лице и Лист за домаћинство са упутством за попуњавање. Овај попис је дошао свега 5 година после претходног, али је требало да буде први од редовних који се обављају сваких десет година на почетку деценије.

## Занимљивост
За 11. питање које се односило на народност (национална припадност) упутство је гласило
Свако лице уписује које је народности на пр. Србин, Хрват, Словенац, Македонац, Црногорац, Мађар, Шиптар, Немац, Италијан, Чех, Словак, Турчин, Циганин итд. Лице југословенског порекла које није ближе национално опредељено лице уписује: Југословен-неопредељен, а друго национално неопредељено лице уписује: национално неопредељен.
Ово је значило да се у случају регионалног изјашњавања (Бокељ, Истранин) уписује Југословен-неопредељен.

## Резултати пописа за НР Србију
| Севернобачки округ       | 186.569   |
| Средњобанатски округ     | 221.667   |
| Севернобанатски округ    | 189.414   |
| Јужнобанатски округ      | 292.125   |
| Западнобачки округ       | 207.941   |
| Јужнобачки округ         | 377.282   |
| Сремски округ            | 223.642   |
| Војводина                | 1.698.640 |
| Београд-насеље           | 477.982   |
| Град Београд             | 731.837   |
| Мачвански округ          | 293.169   |
| Колубарски округ         | 201.411   |
| Подунавски округ         | 165.316   |
| Браничевски округ        | 258.988   |
| Шумадијски округ         | 227.929   |
| Поморавски округ         | 240.512   |
| Борски округ             | 151.973   |
| Зајечарски округ         | 177.332   |
| Златиборски округ        | 293.015   |
| Моравички округ          | 200.014   |
| Рашки округ              | 206.008   |
| Расински округ           | 240.876   |
| Нишавски округ           | 303.482   |
| Топлички округ           | 149.421   |
| Пиротски округ           | 157.360   |
| Јабланички округ         | 244.128   |
| Пчињски округ            | 220.910   |
| Централна Србија         | 4.463.681 |
| Косовски округ           | 243.011   |
| Пећки округ              | 171.060   |
| Призренски округ         | 146.685   |
| Косовскомитровачки округ | 134.428   |
| Косовскопоморавски округ | 120.828   |
| Косово и Метохија        | 816.012   |
| Србија                   | 6.978.333 |

## Напомена
1. ↑  Подаци за простор општине Малишево, укључени су у податке за Призренски округ.